# Сельма Рыза
Сельма Рыза (тур. Selma Rıza; 5 февраля 1872, Стамбул — 5 октября 1931, там же) — первая турецкая женщина-журналист. Она была также одним из первых романистов Турции. После её смерти её родственники взяли фамилию Фераджели (тур. Feraceli); поэтому она также известна как Сельма Рыза Фераджели.

## Биография
Сельма Рыза родилась 5 февраля 1872 года. Её отец Али Рыза служил дипломатом Османской империи в Австро-Венгрии, а её мать Наиле имела австрийские корни.
После получения образования у частных учителей в Стамбуле Сельма Рыза отправилась в 1898 году в Париж, чтобы встретиться там с Ахметом Рызой, который был членом младотурецкого движения. Она училась в Сорбонне и была связана с младотурецким Комитетом единения и прогресса (CUP). Сельма Рыза была единственной женщиной — членом данной организации. В Париже она писала для двух газет, издаваемых Комитетом единения и прогресса: Mechveret Supplément Français на французском языке и Şura’i Himmet на турецком языке. В 1908 году Рыза вернулась в Стамбул, где работала с двумя газетами: Hanımlara Mahsus Gazete («Газета для женщин») и Kadınlar Dünyası («Дамский мир»). В 1908—1913 годах она также была генеральным секретарём Турецкого Красного Полумесяца. В последние годы существования Османской империи Сельма упорно работала над трансформацией дворца Адиле Султан, имперской резиденции в Стамбуле, в школу для девочек. С помощью своего брата она добилась успеха, и здание дворца использовалось как Средняя школа для девочек в Кандилли вплоть до 1986 года, когда строение было частично сожжено.
Сельма Рыза умерла 5 октября 1931 года. В 1999 года Министерством культуры и туризма Турции был впервые опубликован её роман Uhuvvet («Братство»), который она написала в 1892 году, когда её было всего 20.